# جيري ويلش
جيري ويلش (بالتشيكية: Jiří Welsch) مواليد 27 يناير 1980 في باردوبيتسه، تشيكوسلوفاكيا، هو لاعب كرة سلة تشيكي بدأ مسيرته الاحترافية في سنة 1997 يلعب في الدوري التشيكي الوطني لكرة السلة ويحمل الرقم 9. يبلغ طوله 6 قدم 7 بوصة (2.0 م).

## فرق لعب لها
- غولدن ستايت ووريورز
- بوسطن سيلتكس
- كليفلاند كافالييرز
- ميلووكي باكز
- بالونكيستو مالقا
- سي بي إستوديانتس

## روابط خارجية
- جيري ويلش على موقع الاتحاد الدولي لكرة السلة (الإنجليزية)
- جيري ويلش على موقع الدوري الأوروبي لكرة السلة (الإنجليزية)
- جيري ويلش على موقع إن بي أي (الإنجليزية)
- جيري ويلش على موقع سبورتس رفرنس (الإنجليزية)
- جيري ويلش على موقع الدوري الإسباني لكرة السلة (الإسبانية)
- جيري ويلش على موقع كرة السلة الأوروبية.كوم (الإنجليزية)
- جيري ويلش على موقع ريلجم (الإنجليزية)
- جيري ويلش على موقع بروبوليرز (الإنجليزية)
- جيري ويلش على موقع سبورتس رفرنس (الإنجليزية)